# Flughafen Durango (Mexiko)

i8
i11
i13
Der Flughafen Durango (spanisch Aeropuerto Internacional de Durango, IATA-Code: DGO, ICAO-Code: MMDO) ist ein internationaler Flughafen bei der Großstadt Victoria de Durango im Bundesstaat Durango im Zentrum Mexikos.

## Lage
Der Flughafen Durango liegt etwa 800 km (Luftlinie) nordwestlich von Mexiko-Stadt in einer Höhe von ca. 1860 m. 

## Flugverbindungen
Es werden überwiegend Flüge von und nach Mexiko-Stadt und Tijuana abgewickelt; nur wenige Flüge gehen derzeit in die USA.

## Passagierzahlen
Im Jahr 2019 wurden mehr als 500.000 Passagiere abgefertigt. Danach erfolgte ein deutlicher Rückgang aufgrund der COVID-19-Pandemie.

## Zwischenfälle
- Am 31. Juli 2018 stürzte eine Embraer 190 der mexikanischen Aeroméxico Connect (Luftfahrzeugkennzeichen XA-GAL) kurz nach dem Start vom Flughafen Durango ab. Dabei wurden 85 der 103 Insassen verletzt.[4][5]